# Кофі Кінгстон
Кофі Нахадже Саркоді-Менса (англ. Kofi Nahaje Sarkodie-Mensah, нар. 14 серпня 1981) — професійний реслер з Гани, більш відомий під ринговим ім'ям Кофі Кінгстон (англ. Kofi Kingston). Нині виступає в WWE за бренд RAW у складі угруповання Новий День. За час виступів в WWE, вигравав титули інтерконтинентального чемпіона, чемпіона Сполучених Штатів, командного чемпіона світу c СМ Панком, чемпіона WWE і 15 разів ставав командним чемпіоном WWE (3 різні командні титули).

## Кар'єра у реслінгу

### Початок кар'єри
Менса дебютувавши в 2006 році у федерації Chaotic Wrestling, пізніше виступав в різних федераціях National Wrestling Alliance — New England, Millennium Wrestling Federation, New England Championship Wrestling, Eastern Wrestling Alliance і Chaotic Wrestling.

### World Wrestling Entertainment / WWE
У вересні 2006 року він підписав контракт з WWE, і був направлений на навчання в регіональне відділення Deep South Wrestling. Пізніше він також виступав у відділеннях Ohio Valley Wrestling і Florida Championship Wrestling. У 2007 році він вперше виступив на основному шоу WWE RAW, де брав участь у поєдинках під ім'ям Кофі Нахаджі Кінґстон. Повернувшись назад до регіонального відділення він скоротив ім'я до Кофі Кінґстон.
На Over The Limit 2010 переміг Дрю Макінтайра і став інтерконтинентальним чемпіоном. 6 серпня програв титул Дольфу Зігглеру, але 7 січня повернув титул собі, перемігши того ж Зігглера. Втретє Кофі програв титул незадовго до РеслМанії XXVII, програвши його Вейду Барретту.
26 квітня 2011 під час додаткового драфта був відібраний на бренд WWE RAW. В бою зі столами на Extreme Rules проти Короля Шеймуса виграв титул чемпіона Сполучених Штатів WWE. На шоу Capitol Punishment програв титул Дольфу Зігглеру. На наступному WWE RAW відбувся реванш, але Дольф захистив титул, вдаривши Кінґстона по голові чемпіонським поясом і отримавши дискваліфікацію.
На Money In The Bank брав участь у матчі з драбинами, але не зміг перемогти. На SummerSlam разом з Джоном Моррісоном і Реєм Містеріо переміг Міза, Ар-Труса і Альберто Дель Ріо. 22 серпня на випуску WWE RAW в команді з Еваном Борном переміг Девіда Отонгу і Майкла Макгіллікаті і став новим командним чемпіоном WWE. Пізніше Майкл Коул жартома назвав команду Борна і Кінґстона AirBoom (в честь коронних прийомів команди — Airbourne і Boom Drop). Кофі і Евану це назва дуже сподобалося, і надалі їх стали оголошувати як AirBoom. На Night of Champions (2011) AirBoom успішно захистили титул від Міза і Ар-Труса. 26 вересня Кінґстон і Борн врятували Зака Райдера від Дольфа Зігглера і Джека Сваггера. Пізніше цієї ж ночі трійця перемогла їх у командному бою, де їм допоміг напарник Зігглера і Сваггера — Мейсон Райан. На Hell in a Cell (2011) AirBoom захистили титули від Сваггера і Зігглера. Але Зігглер і Сваггер продовжили нападати на команду. Одного разу Джек Сваггер травмував Борна, через що Кофі виступав разом із Заком Райдером. На Vengeance (2011) Кофі і Еван знову перемогли Джека Сваггера і Дольфа Зігглера і залишилися командними чемпіонами. Пізніше планувалося включити AirBoom до складу команди з п'яти чоловік в традиційний командний поєдинок на вибування на Survivor Series (2011), але Еван провалив допінг тест, через що був відсторонений від виступів на місяць. Так як термін його відсторонення до дати проведення не закінчиться, Кофі увійшов до складу команди без нього. Борн повернувся 5 грудня і в команді з Кофі на PPV шоу TLC: Tables, Ladders & Chairs успішно захистив свої пояси від Прімо і Епіко, але 15 січня в матчі-реванші програли їм. Після чого Еван вдруге провалив допінг тест і за умовою компанії був відсторонений на два місяці від виступів, а Кофі продовжив свою кар'єру. Планувалося, що титул буде повернутий команді одразу після закінчення терміну покарання Евана. Але Борн травмував ногу, і тепер лікуватиметься близько півроку. А оскільки Кофі вже досить прочекав, йому в напарники був визначений Ар-Трус. І 30 квітня Кофі і Труф перемогли Прімо і Епіко і стали чемпіонами. На Over the Limit захистили пояса від Дольфа Зіглера і Джека Сваггера. Також вони захищали титули від Тайтуса О'Ніла і Даррена Янга. Але на Night of Champions 2012 програли титули Кейну і Деніелу Браяну. На Hell In a Cell Виграв титул інтерконтинентального чемпіона, перемігши Міза. На одному з випусків RAW програв титул, програвши Вейду Баррету.
12 квітня 2013 на щотижневому шоу WWE RAW виграв титул чемпіона Сполучених Штатів у Антоніо Сезаро, провівши йому Trouble in Paradise. 19 травня на Extreme Rules (2013) програв титул Діну Емброусу. Наступні час виступає в другорядних матчах проти Фанданґо, Біг І Ленгстона, Кертіса Акселя і Райбека. Мав можливість заволодіти титулом Інтеркантінентального чемпіона на Night of Champion, але програв Акселю.
8 квітня 2019 року на WrestleMania 35 здобув титул Чемпіона WWE перемігши Деніала Браяна.

## В реслінгу
- Фінішер
  - Trouble in Paradise
- Улюблені прийоми
  - Boom Drop
  - Double foot stomp
  - Dropkick
  - Float-over DDT
  - Flying forearm smash
  - Hurricanrana
  - Jumping back elbow
  - Koronco buster
  - Leaping clothesline
  - Leaping mounted punches followed up a European uppercut
  - Monkey flip
  - Multiple crossbody variations
  - Diving
  - Double jump reverse
  - Slingshot
  - Springboard
  - Pendulum kick from out of the corner
  - Somersault plancha
  - SOS (Ranhei)
  - Suicide dive
  - Tornado DDT, sometimes while springboarding
  - Two-handed chop
- Музичні теми
  - «Confrontation» by Damian Marley
  - «S.O.S.» performed by Collie Buddz and composed by Jim Johnston
  - «Born to SOS» by Mutiny Within and Collie Buddz
  - «Boom» by Jim Johnston

## Титули і нагороди
- Pro Wrestling Illustrated
  - PWI Tag Team of the Year (2012) з Ар-Трусом
  - PWI ставить його #20 з топ 500 найкращих реслерів у 2013 році.
- World Wrestling Entertainment/WWE
  - Інтерконтинентальний чемпіон WWE (4 рази)
  - Чемпіон WWE (1 раз)
  - Командне чемпіонство RAW/WWE (6 разів) — з Еваном Борном (1), Ар-Трусом (1), Біг І/Ксав'є Вудсом (2) й Ксав'є Вудсом (2)
  - Командне чемпіонство SmackDown (7 разів) — з Біг І/Ксав'є Вудсом (6) й Ксав'є Вудсом (1)
  - World Tag Team Championship (1 раз) — з СМ Панком
  - Чемпіон Сполучених Штатів WWE (3 рази)
  - Нагорода Slammy за «Tell Me I Did Not Just See That» Moment of the Year (2012)
  - 2010 Bragging Rights Trophy — з Командою SmackDown! (Біг Шоу, Рей Містеріо, Джек Сваггер, Альберто Дель Ріо, Еджем, і Тайлером Рексом)